# Die Beverly Hillbillies sind los!
Die Beverly Hillbillies sind los! ist eine US-amerikanische Filmkomödie aus dem Jahr 1993. Der Film basiert auf der Sitcom The Beverly Hillbillies, die von 1962 bis 1971 auf CBS lief.

## Handlung
Durch Zufall entdeckt der Hinterwäldler Jed Clampett bei der Kaninchenjagd Öl auf seinem Gelände. Der Ölkonzern Ozark Mountain Oil kauft ihm das Land für 1 Milliarde US-Dollar ab und Clampett weiß nicht, was er mit dem Geld anfangen soll. Also packt er all sein Zeug in seinen 1921 Oldsmobile und zieht mit seiner Familie nach Beverly Hills. Obwohl sie anfangs für Obdachlose gehalten werden, versuchen anschließend alle zuvorkommend zu sein, um an ihr Geld zu kommen. So versucht Milburn Drysdale, Vorsitzender der Commerce Bank of Beverly Hills, mit seiner Sekretärin jeden Wunsch der Clampetts zu erfüllen. Woodrow Tyler, ein Angestellter Drysdales, bekommt davon mit und versucht die Trickbetrügerin Laura Jackson mit Jed zu verheiraten.

## Kritik
„Auf vordergründige, abgegriffene Gags setzende Situationskomödie nach dem Vorbild einer US-Fernsehserie aus den 60er Jahren. Was sich damals noch als Aufbegehren gegen soziale Verkrustungen nachvollziehen ließ, wirkt in der nun dargebotenen Form schal und anachronistisch.“

„Stellen Sie sich die dümmste halbstündige Sitcom vor, die Sie je gesehen haben und dehnen Sie sie auf 93 Minuten aus, indem man sie noch dünner und oberflächlicher macht. Es ist entsetzlich. Es entspricht nicht mal mehr dem, was es auch immer war, was die Fernsehserie je ansprechend machte.“

## Veröffentlichung
Der Film startete am 15. Oktober 1993 in den US-Kinos und kam anschließend allein in den USA auf ein Einspielergebnis von etwas mehr als 44 Mio. US-Dollar. Weltweit wurden es knapp 60 Mio. US-Dollar. In Deutschland startete er am 7. Juli 1994 in den Kinos und wurde von 254.663 Zuschauern gesehen. Seit dem 15. Dezember 1994 ist der Film als VHS und seit dem 3. März 2005 als DVD erhältlich.